# Кумані Михайло Миколайович (контрадмірал)
Михайло Миколайович Кумані  (рос. Михаил Николаевич Кумани; нар. 15 (27) серпня 1831, Севастополь — пом. 19 (31) грудня 1889, Севастополь) — російський морський офіцер, контрадмірал, командир Севастопольського порту і севастопольський градоначальник, учасник першої оборони Севастополя.

## Життєпис
Народився 15 (27 серпня) 1831 року в Севастополі у грецькій родині потомствених моряків, дворян Таврійської губернії. Багато з них були командувачами флотами, адміралами і генералами Військово-морського флоту Росії. Його батько, Микола Петрович Кумані, контрадмірал, був учасником архіпелажних експедицій під командуванням Ф. Ф. Ушакова.
Розпочав службу на флоті в 1847 році з 16 років. У 1850 році проведений з юнкерів Чорноморського флоту в мічмани Балтійського флоту. З 1853 року на Чорноморському флоті. У 1854 році в чині лейтенанта, командуючи канонерським човном № 2 у складі гребний флотилії, брав участь у бою з чотирма англо-французькими пароплавами близько Очакова. За відзнаки, виявлені в цій битві, був нагороджений орденом Святої Анни III ступеня з мечами.
З початку квітня 1855 року був у складі Севастопольського гарнізону, на 3-му бастіоні. 25 травня 1855 року, перебуваючи на батареї № 3, поранений в ногу осколком гранати і контужений. Після одужання повернувся до обложеного Севастополя і взяв під своє командування батарею № 16 на Північній стороні.
Після закінчення Кримської війни переведений на Балтійський флот, але вже в 1858 році повернувся на Чорне море, здійснивши перехід на гвинтовому корветі «Удаві» навколо Європи. З 1863 року в чині капітан-лейтенанта командував декількома суднами: шхуною «Суук-Су», пароплавом «Інкерманом», шхуною «Туапсе». У 1864 році відряджений на Каспійське море для вивчення техніки проміру глибин, займався питаннями опису Бакинського архіпелагу і островів в південно-західній частині Каспійського моря.
З 1867 року знову на Балтиці, в 1867—1872 роках здійснює плавання в Тихий океан. Командуючи в 1871—1872 роках гвинтовим кліпером «Ізумрудом», вивіз з Нової Гвінеї М. М. Миклухо-Маклая. У 1872 році отримав чин капітана 2 рангу. Після повернення на Чорноморський флот в 1873 році (за іншими даними — в 1874 році) йому було присвоєне звання капітана 1 рангу. У 1874—1880 роках служив на броненосних фрегатах, в тому числі в 1877—1879 роках на фрегаті «Адміралі Лазарєві». З 1880 року був призначений начальником штабу головного командира Кронштадтського порту. 30 серпня 1882 року проведений в контрадмірали.

### Севастопольський градоначальник
У липні 1885 року Михайло Кумані переведений на Чорноморський флот і призначений севастопольським градоначальником, а через рік він став і командиром Севастопольського порту. На цій посаді з 1 липня 1885 по 19 грудня 1889 року. За час його діяльності:
- Закінчена розбивка Приморського бульвару і у вересні 1885 року відбулося його урочисте відкриття;
- За указом Його Імператорської Величності Олександра III у місті був заснований яхт-клуб;
- В 1886 році достроково спущений на воду головний корабель Чорноморського флоту — трибаштовий ескадрений броненосець «Чесма», а також корабель «Синоп»; В Мікрюковій балці побудована водонапірна башта, яка забезпечувала однойменний водопровід в Корабельну слобідку;
- В 1887 році побудовано нову будівлю Морського зібрання на місці колишнього, зруйнованого в останні дні оборони Севастополя;
- В 1888 році відновлений собор Святих Петра і Павла, зруйнований у роки Кримської війни; Завершено будівництво Володимирського собору на міському пагорбі; Вийшов перший номер міської газети «Кримський вісник»; Севастополь став одним з центрів археологічної науки. У Херсонесі почалися систематичні науково-дослідні розкопки під керівництвом К. К. Косцюшко-Валюжинича;

Михайло Миколайович Кумані підтримував міське громадське самоврядування, сприяв відродженню каботажного плавання і торгівлі, був головою Севастопольського відділення товариства Червоного Хреста та інше.
Помер 19 (31 січня) 1889 року в Севастополі. За заповітом похований в Севастополі на Братському кладовищі.

## Нагороди
За заслуги перед Вітчизною Михайло Миколайович був нагороджений: орденом Святої Анни III ступеня з мечами (1854); орденом Святого Станіслава II ступеня (1858), орденом Святої Анни з мечами (1864), орденом Святого Володимира IV ступеня з бантом (1874), орденом Святого Володимира III ступеня (1877), орденом Святого Станіслава I ступеня (1885), орденом Святої Анни I ступеня (1887).

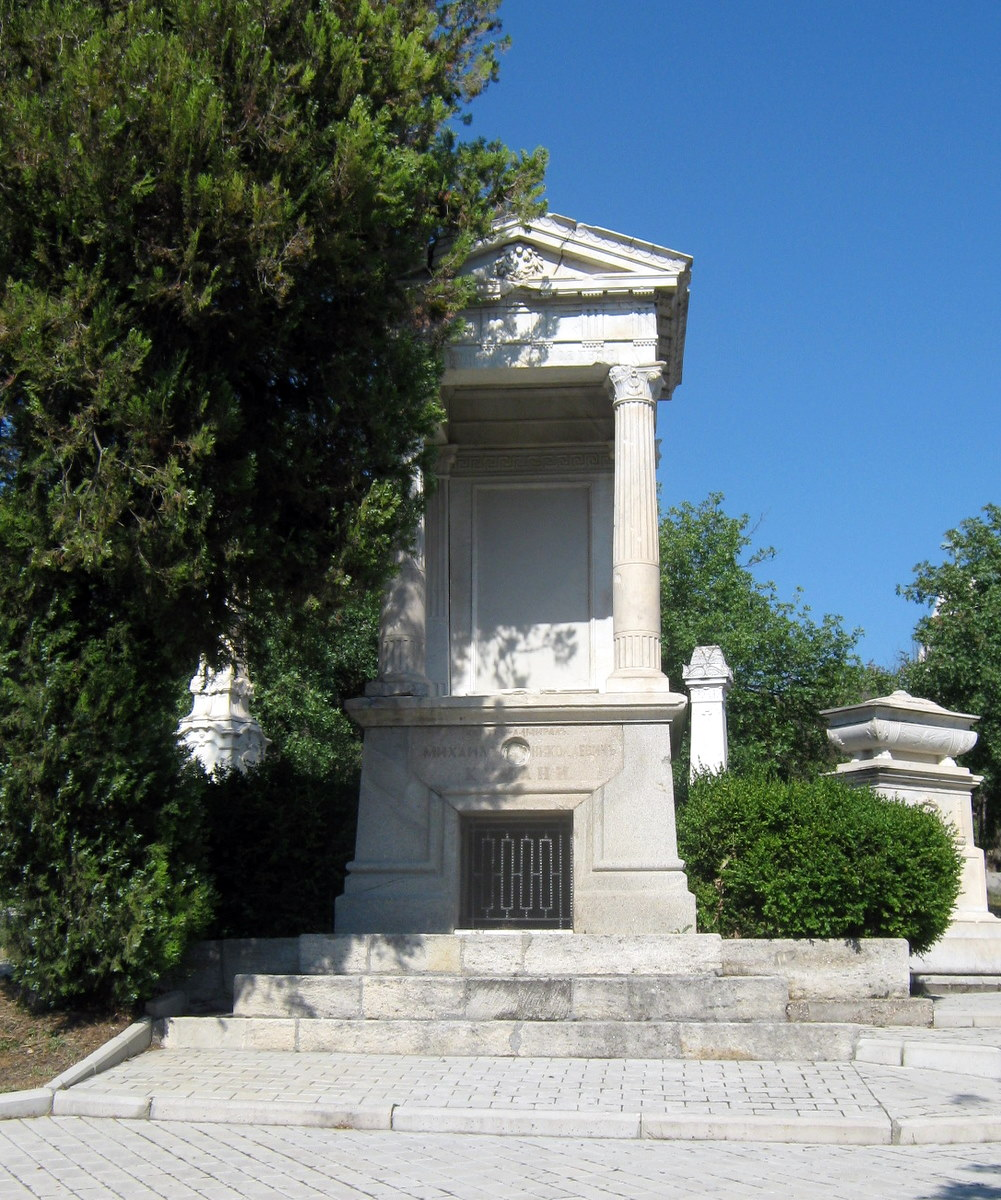
Могила Михайла Кумані

## Надгробний пам'ятник
На кошти родини в 1891 році споруджено надгробок за проектом архітектора Б. А. Рожнова. Виконано в Одесі, в майстерні Л. Тузіні, в стилі неокласицизму. Пам'ятник являє собою двоколонний античний портик з білого мармуру, встановлений на високому гранітному п'єдесталі. Колони модернізованого іонічного ордера підтримують масивний антаблемент з двома фронтонами. В архітектурному декорі пам'ятника використаний давньогрецький орнамент — тригліфи і метони на фризі, подвійний меандр. Усередині портика було мозаїчне зображення архангела Михаїла і, мабуть, бюст адмірала, а над входом у склеп — медальйон з його портретом. Все це втрачено. У жовтні 1975 року склеп варварськи розграбували і, розкривши цинкову домовину, поглумилися над останками.